# リー・ハワード
リー・ハワード（Leigh Howard、1989年10月18日 - ）は、オーストラリア、ジーロング出身の自転車競技選手。スプリンター。

## 経歴
母親の影響で自転車レースを始める。あこがれの選手はマニュス・バクステッドとスチュアート・オグレディであると、インタビューで答えている。趣味はラジコンカーとラジコン飛行機。初の海外ロードレースであるツアー・オブ・ベルリン2008の第1戦で4位、第2戦で優勝。
2007年
- ジュニア世界選手権自転車競技大会 団体追い抜き優勝。
- UIVカップ・U23部門優勝
- ツアー・オブ・タスマニアで区間3勝

2008年
- マンチェスターのトラックレース世界選手権・オムニアムにおいて、ヘイデン・ゴッドフリーに次いで2位。
- UIVカップ・U23部門優勝。
- ツアー・オブ・ギプスランドで区間2勝。
- ツアー・オブ・マレーリバーで区間2勝、総合優勝。
- ツアー・オブ・タスマニアで区間2勝。
- ツアー・オブ・ベルリンで区間1勝。
- UCIトラックワールドカップ2008-2009
  - 北京 - 団体追抜 & マディソン 優勝

2009年
- プルシュクフのトラックレース世界選手権
  - オムニアム 優勝。
  - マディソンでは、キャメロン・マイヤーとのペアで2位。
  - 団体追い抜き 2位。
- ツアー・オブ・ジャパンでは区間3勝。
- ツール・ド・スロバキア総合優勝。
- UCIトラックワールドカップ2009-2010
  - 北京 - 団体追抜 優勝

2010年
- チーム・コロンビア＝HTCと契約を結び、プロロードレース選手となった。
- ツアー・オブ・オマーンで区間1勝。
- トラックレース世界選手権
  - マディソンにおいて、キャメロン・マイヤーとのコンビで優勝。
  - オムニアム2位。
- カンピウンスハップ・ファン・フラーンデレン 優勝
- UCIトラックワールドカップ2010-2011
  - メルボルン - 団体追抜 & マディソン 優勝

2011年
- トラックレース世界選手権
  - マディソンにおいて、キャメロン・マイヤーとのコンビで連覇。
- オーストラリア選手権 マディソン 優勝（+ キャメロン・マイヤー）

2012年
- グリーンエッジに移籍。
- ベルリン6日間レース 優勝（+ キャメロン・マイヤー）
- トラックレース世界選手権 マディソン 3位

2013年
- トロフェオ・ミグホルン 優勝
- トロフェオ・プラヤ・デ・ムロ 優勝

2016年
- クラシカ・デ・アルメリア 優勝
- ツール・デ・フィヨルド（英語版） 区間優勝（第1ステージ）

2018年
- コモンウェルスゲームズ  団体追抜 優勝

2021年
- 東京オリンピック  団体追抜 銅メダル